# 春風亭一左
春風亭 一左（しゅんぷうてい いっさ、1979年2月19日 - ）は、落語協会に所属する落語家。本名：鶴身 一也。
神奈川県秦野市出身初の落語家である。

## 経歴
秦野市立西小学校、秦野市立西中学校、神奈川県立伊志田高等学校を経て、武蔵工業大学中退。
2004年11月、春風亭一朝に入門し、翌年8月21日に三遊亭歌ぶとと共に楽屋入り。前座名は「一左」。
2008年11月11日に二ツ目昇進。2014年に「第13回さがみはら若手落語家選手権」入賞。2015年には一朝一門カラオケ大会で優勝している。
2020年3月21日より三遊亭丈助、三遊亭志う歌（歌ぶと→歌太郎改め）、六代目玉屋柳勢、三遊亭歌扇と共に真打昇進。同時に、はだのふるさと大使就任。

## 芸歴
- 2004年11月：春風亭一朝に入門。前座名「一左」。
- 2005年8月：楽屋入り。
- 2008年11月：二ツ目昇進。
- 2020年3月：真打昇進。

## 人物
落語協会サーフィン部副部長。部長は古今亭圓菊、他の部員に林家きく姫、三遊亭律歌がいる。